# Bojer

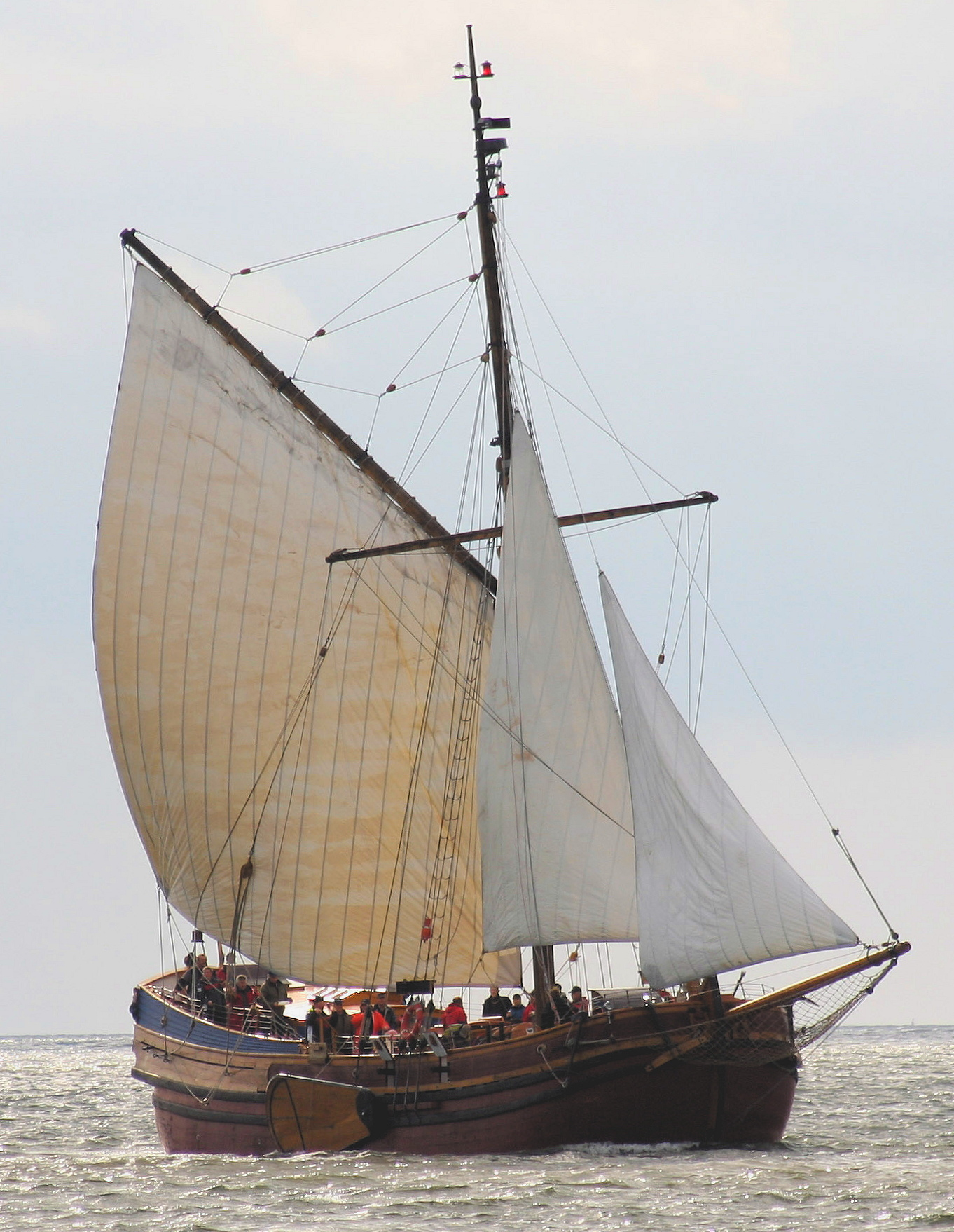
Der Bojer Christine af Bro

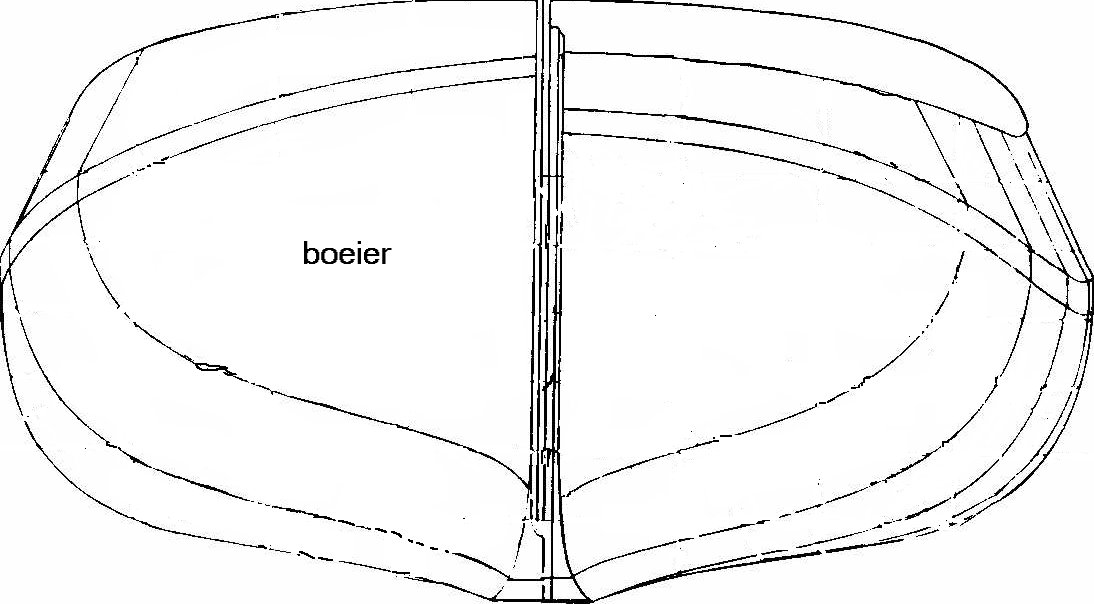
Rumpf eines Bojers

Ein Bojer (auch Boj, Boier, Boeijer, Boeyjer oder Booyer genannt, dänisch: smakker) ist ein aus Holland stammendes, rund gebautes, flach gehendes kleines Watt- und Küsten-Segelschiff.
Ein Bojer besitzt einen flachen Boden und breite Seitenschwerter. Hauptaufgabe war das Legen von Bojen und der Frachttransport. Anfänglich einmastig, nur mit Mast- und Sprietsegel versehen, wurde es zum „Anderthalbmaster“ mit Spriet- und Lateinsegel weiterentwickelt.
Als Anderthalbmaster zählte der Bojer zu den bekanntesten Küstenseglern in nordeuropäischen Gewässern im 16. Jahrhundert und 17. Jahrhundert. Dieser größere, seegehende Bojer-Typ war durch einen weniger flachen Schiffsboden, den Wegfall der Seitenschwerter, ein flaches Spiegelheck und eine kleine Hütte gekennzeichnet. Später wurde am Großmast zusätzlich ein kleines Topprahsegel gefahren, der kleine Besanmast behielt das Lateinsegel und am Bugspriet befand sich eine Blinde, ein Rahsegel.
Anfang des 17. Jahrhunderts wurde das Sprietsegel durch ein Gaffelsegel ersetzt.
Die breite, füllige Form der Bojer beeinflusste sichtbar nachfolgende Schiffstypen wie Kuff, Tjalk und Galiot.
Unter der Bezeichnung „Bojeryacht“ und mit Gaffeltakelung ausgerüstet behauptet sich der Schiffstyp bis heute als Gebrauchs- und Sportboot bis 13 m Länge.
In Dänemark wurde der Schiffstyp unter dem Namen Smakker (auch Børtsmakke oder Bojert) vor allem als Postschiff in küstennahen Gewässern eingesetzt.